# 君は008
『君は008』（きみはダブルオーエイト）は松江名俊による日本の漫画作品。『週刊少年サンデー』（小学館）にて、2018年13号（2018年2月15日発売）から2024年22・23合併号（2024年4月24日発売）まで連載された。スパイ育成学園を舞台に諜報員（エージェント）を目指す少年少女の活躍を描く。2019年5月17日に単行本第5巻の発売に合わせて、テレビCMが制作された。

## あらすじ
主人公・明石エイトは高校受験で全ての受験校に不合格になるが、後日受験した覚えのないスパイ学園・国立中野高等学校から合格通知が届く。謎多き少女・城戸あやめと共に同高に入学したエイトは、校長のアララギから父親の明石閑真の死について知り、エージェントになる決意を固める。

## 登場人物

### 主人公とその関係者

#### デルタ3
明石 エイト（あかし エイト）
中野高校の1年生で本作の主人公。受験した高校に全て落ちてしまった（なおアララギの手回しによる不合格であり、中野高校を一度入学辞退した際には受験した高校全てから合格の通知があった）ものの、後日受験した覚えのない中野高校に授業料免除の特待生枠で合格したことで同高に通うことになる。入学式の日の通学途中に出会った城戸あやめから同高がエージェントの養成学校であることを知り一度は入学を辞退するものの、アララギからエイトの亡き父・閑真が超一流の元エージェントでアララギの元同僚であったことを知って、父が生きたエージェントの世界を自身の目で確かめたい思いが強まり、翌日再入学をする。野原と同じく実戦経験や特別な訓練を受けた経験はないが、頭の回転が鋭く機転が利くため、他人が思いつかないような方法でピンチを切り抜けることが多く、特待生なのに特技がないことを馬鹿にしていた他の生徒達からも次第に認められていく。その反面、心根が非常に優しい性格ゆえに、その優しさに付け込まれてしまうエージェントとしての欠点をマザー先生に指摘されている。中野高校入学後に日記をつけるようになったが名乗らんからは盗み見られている（鍵付きにしてあるが、解錠できるため意味がない）。チーム分けではあやめ・野原と同じチーム「デルタ３」に所属。担任はアイスマン。タイブレードは「怪人」によって父閑真のものと同じ片刃の日本刀に類似したデザインに調整されている。
城戸 あやめ（きど あやめ）
中野高校の1年生で本作のヒロイン。幼少期からある組織で直々に訓練を受けており、既にエージェントの資格を持ち、実戦投入された経験もあるが、高校生の年齢に達したため、敢えてすべての受験科目を受けて、ほぼ一位通過で中野高校に入学した。タイブレードを現代の活きた剣術で使いこなす等生身での戦闘にも長けている。タイブレードは普段は基本的なフォルムのまま使用しているが本気を出すと禍々しい両刃の曲刀状のフォルムに変化する。構えも暗殺者だった母親同様の逆手持ちになる。裁縫や掃除等家庭的なことも好き。一方でレディのお色気関連の授業は苦手としており度々バニーガールの恰好をさせられてシゴかれているため彼女を苦手としている描写がある。コードネームは103（ヒトマルサン）号。学生帽のような帽子を被っており、コタンというフクロウの相棒を右肩に携えている。普段からエージェントとして情を排除した冷徹な態度や言動を努めている（タイブレードの使い方を同級生の女子に親切に指導するなど寧ろ優しい性格である）ようではあるが自分でも気づかぬうちにエイトの窮地を救ったり助言を与えたりしている。実戦になるとほぼ冷徹な雰囲気になりエイトも何かのスイッチが切り替わったようだと評している。しかし、そういった一面もエイトや野原といった信頼出来る仲間が出来たことで鳴りを潜めるようになり、現在は任務中でもエイトや野原のことを気に掛ける優しさも表れるようになった。エイトのことは初対面時「不良に絡まれているところを助けられた」（無論力ずくで乗り切ることはできたが、コミュニケーションに不安があったためどう対応していいか分からなかかった）ことやレディ先生の課題の時、任務中に助けてくれることや同じチームに編成されていることから彼女自身もエイトの窮地を身を挺して助けることも多い。エイトが女子風呂を覗こうとして罠に嵌り風呂に落ちてきた際には「他の女子に何されるか分からない」と彼を自室に匿い逃した。刺客をやっていた母親と死に別れ諜報員機関に引き取られた後エイトの父親の明石閑真に幼い頃から世話になっていたがエイトに好意的なのは彼女があくまでエイト自身に何度も助けられていることが理由であると述べている。任務の最中レディ先生にエイトに対して特別な想いを抱いていることを指摘されてからはエイトに対してはやきもち焼きな一面も出してきている。
コタン
あやめと常に行動を共にするフクロウで、あやめの右肩に止まっていることが多い。あやめ以外の人間には体を触らせないが、エイトには触られるのを拒まないことから、心を許しているようである。人間が食す物も食べることができ、食欲も旺盛であり、捕獲したネズミを丸飲みしたり、エイトが夕食時に（コタン用に）持って帰ったミートボールを少し欲しがると怒って一人占めしたりする。あやめからは眠る時の枕にされたり、体を洗う時のボディタオル代わりにされたりと、かなり使い勝手のいい扱いを受けているが、決して嫌そうではない。また、コタンの表情・感情やリアクションは、あやめのそれとリンクしていることが多い。
野原 英雄（のはら ひでお）
中野高校の1年生。鼻が高く眼鏡をかけており、欧米人のような顔立ちをしている。事実上のもう一人の主人公。
特技は鍵の解錠や、モールス信号の解読。実家は町工場を経営しているため昔からメカに詳しく、ハイパワーパソコンを自作できるほどである。小学生時代からいじめられていて、学校の授業も肌に合わず中学1年から家に引きこもって自作のパソコンでネットサーフィンをする日々を送っていたところ、「ナゾをとけ」と書かれた次々と難問が出題されるサイトを見つけて夢中で何日も解き続けたら、突如同高の受験方法が映し出され、数日後勧誘者（ハンドラー）が自宅を訪れ、同高に入学を果たす。体力があまり無く、エイトと同じく実戦経験や特別な訓練を受けたことがないため、実戦や野外のサバイバル等では足を引っ張ることも多いが、エイト・あやめ・上月らに助けられながら学園生活を生き延びている。特に最初のふるい落としの無人島でのサバイバルではエイトに命を助けられており、生まれて最初の友人がエイトで良かったと謝意を述べている。噂を聞きつけてくることが多く、「アイスマンが昔、生徒を殺した」「レディが５カ国の王子に同時に結婚を申し込まれた」などは彼が聞いてきた噂である。トラブルメーカーでもあり、教師のウサギの頭部（着ぐるみ）にダーツを投げつけたり、オキタを生徒だと思い失礼な行動を取ってしまうなどのシーンも。タイブレードは授業の最中に調整できることを披露するためオキタに少し小ぶり（野原にはそのままでは少し大きかったため）に調整してもらっている。爆発物処理の成績はトップクラス、ヘリの操縦もこなしたりと豊富な特技を持つ。
戦闘能力に乏しかったが学園での最終決戦にてレディを守るために覚醒し、タイブレードを高出力形態に進化させ、土壇場で戦闘術をマスターし始める。
最終的には洗脳されたエイトとあやめを二人同時に相手取っても、長時間攻撃を凌ぎ続けるほどに成長した。

ドグラ・マグラからエイト以上に重要な人物として認識されており、世界の7割を与える代わりに協力を求められるがそれを拒絶、「君を殺したくない！！」と涙ながらに訴えるドグラ・マグラの言葉を振り払い、エイト・あやめ・ルルス・シックボーイと共に戦い、討伐に成功する。
後にその功績を認められ、エイトと共に正式に中野機関の諜報員に任命される。

決戦後、片思いしていたレディとアイスマンの結婚式を笑顔で見届けた後に、互いの素性を知らずにネット上で仲良くなっていたミュー１の早乙女桜子と休日に会い、互いの正体が判明したことで地団駄を踏み、「休暇が一日無駄になった」と言い放つが、お互いに内心悪く思ってなかったこともあり、桜子からの「どうせ一日無駄ならさ……、いっそ、二人で無駄してみない？」という提案を受け入れ、交際するようになった。
最終巻のおまけでは桜子に手を引かれながら、再び休暇を無駄に（デート）する姿が描かれている。

#### 明石エイトの家族
明石 閑真（あかし しずま）
エイトの亡き父親で、生前は超一流のエージェントとして活躍しており、彼の活躍のお陰で第三次世界大戦の危機が少なくとも三度は回避されていると、元同僚のアララギが証言している。エージェントとして多忙を極めていたため世界各国を飛び回り、家にはめったに帰って来れず、家族にもエージェントをしていることを一切知らせていなかったため、亡くなった際も出張先の国で事故死したと家族には伝えられていた。家庭では優しく少しドジで弱い父親を演じていたが、とある休日にエイトと遊んでいた時に老人がヤクザ数人に絡まれていた現場に出くわし、エイトに危害が及んだのをきっかけにヤクザ達を一瞬で倒した姿が後のエイトに影響を与え、エイトが仲間のピンチに敢然と立ち向かう勇気を奮う原動力となっている。前述のように超一流エージェントであったために死因等の情報についてもトップシークレットだが、エージェントナンバーが008（マルマルハチ）号であったことが、あやめからエイトに伝えられた。
明石 みさき（あかし みさき）
エイトの母親であり、獣医をしている。その影響で息子のエイトも動物の扱いには慣れており、あやめ以外に体を触らせないコタンに嫌がられることなく触ることが出来ている。閑真が亡くなってから三人の子供を一人で育てているしっかり者だが、困ったことが起きると閑真の遺影に手を合わせて「あなた、天国から力を貸して〜」と泣いて拝む癖がある。
明石 なつき（あかし なつき）
エイトの姉でCAをしている。エイトが受験校全てに不合格になった際には、「じゃあもう働け、弟よ‼︎」と言い放った。
明石 ケンタ（あかし ケンタ）
エイトの弟で、小学生。口癖は「兄ちゃん、スゲー（または『兄ちゃん、カッケー』）」で、エイトのことをとても慕っている。

### 中野高校
正式名称は｢国立・中野高等学校｣。全寮制の諜報員養成学校で、現役の諜報員が教師をしている。

### 生徒

#### アルファ3
上月 大河（かみづき たいが）
中野高校の1年生。約700年続く忍びの一族・上月流を引き継ぐために、中野高校へ入学した。子供の頃から徹底的に修行をさせられ、体には無数の傷がある。チョンマゲを結わえた髪型をしており、この学校でしくじった時に腹をかっ捌くための日本刀を所持している。入学当初は父親が元超一流エージェントというだけで特待生で入学したエイトのことを「コネ入学生」と呼び敵視していたが、入学以後次々と襲いかかる試練を機転を利かせた発想で切り抜けるエイトの姿を目の当たりにして、次第にエイトを認めるようになっていく。レディの授業には我先に駆け出す年相応の男子らしい一面もある。寡黙な性格に見えるが内心は陽気な性格でチームメイトとなったひまりのことも魅力的な女子として意識しており、エイトのことは最初のふるい落としで命を助けられた経緯から心の友と認めており、期末考査の際にはデルタ３が危機に陥っていたところを目撃し、チームメイトの誰も援護に駆け付けることに反対しなかったため（実は名乗らんとひまりもデルタ３の援護に乗り気だった）真っ先に飛び出した。自分のチームメンバー、所属するチームであるアルファ３のことも気に入っているとのこと。
名乗らん（なのらん）君／アスヤ
中野高校の1年生。本名は不明で（教師の004からは当初「1001番」と呼ばれていたが後に1013番になっている）、決して自分から名乗らないことから一時的に「名乗らん（君）」という仮名で呼ばれている。仲間を作ったり、互いを自己紹介するなどの交流を好まず、言動も冷徹である。剣術などの戦闘にも優れ、洞察力も鋭く、頭の回転も速いなど、あらゆる分野に長けている。実はとある研究所で遺伝子をコントロールされて”製造”されており、生まれながらに全ての能力が一般人の平均以上になるように引き上げられているgenerich（ジーンリッチ）と呼ばれる存在。友達だからと名前に興味を持ち執拗に「俺が勝ったら名前を教えろ」と何度倒しても食い下がってくるエイトの執念に観念して気絶して眠っているエイトにのみ自分を世話してくれた人がつけてくれた名前「アスヤ」を耳元で囁いている。以後はエイトのことは友人としては認めているらしく、彼の日記を盗み見るのが日課。あやめとの関係を冷やかしたり、ふるい落としの際にエイトに絡んであやめに倒された件から彼を敵視する聖伊三を逆恨みだと擁護したりもしている。タイブレードはナックルガード付きの片刃のサーベル状に調整している。
正体はドグラ・マグラの遺伝子実験によって生み出された首領のクローンであり、ドグラ・マグラ側のスパイとして中野高校に潜入していた。潜入後はドグラ・マグラに学園内部の情報を伝えていたが、野原に気付かれ、自身を追ってきたエイトと一線交えるも、圧倒的な実力で勝利しながらも屋上から落下しかけたエイトを助け、「いつまでも・・・ そのままの君でいてくれ」と伝え、学園を去っていった。
宝星院 ひまり（ほうせいいん ひまり）
中野高校の1年生。眼鏡をかけ、広島弁を話す女子で、あやめを一方的にライバル視している。何でも一番が好きな性格。チーム分けでは名乗らん・上月と同じチームとなり、担任がサマエルに決まったが、内心では校長のアララギを所望していた。自称アルファ３のチームリーダー（上月も名乗らんも特に反発せず、彼女に任せている）。上月によるとしっかり者で前向き、向上心を持つ素晴らしい女性。普段は勝ち気だが、根は仲間思いであり、新しくメンバーになったルルスにも偏見無く接したり名乗らんが裏切った際には表には出さなかったが、内心ではショックを受けていた。

#### ベータ3
荒井 冬青（あらい とうせい）
中野高校の1年生。体格が良く、リーゼントヘアをしている。入学直後、（アララギが変身した）自分と瓜二つの偽者が現れ、どちらが偽者かを見分ける試練に直面するも、エイトの機転の利いた作戦で偽者を見分けることに成功し、一命を取り留める。お尻の右側に、昔訓練中にケガしたハート型の傷がある。
茜 有（あかね　ゆう）
中野高校の1年生。
石暮 翠（いしくれ　みどり）
中野高校の1年生。

#### ラムダ3
瀬田 浩二（せた こうじ）
中野高校の1年生。
浅野 怜美（あさの れいみ）
中野高校の1年生。
近藤 剛（こんどう つよし）
中野高校の1年生。

#### シグマ2
斉藤 竜（さいとう りゅう）
中野高校の1年生。
角田 栄（かくた さかえ）
中野高校の1年生。
福木 結菜（ふくぎ ゆいな）
中野高校の1年生。

#### オメガ1
乱歩 まさる（らんぽ まさる）
中野高校の1年生。
百合園 紫苑（ゆりぞの しおん）
中野高校の1年生。
桜場 カンジ（さくらば かんじ）
中野高校の1年生。

#### アルファ1
千堂 律（せんどう りつ）
中野高校の1年生。寡黙でクールな性格の青年で、校内最強チームと呼ばれるアルファ1のリーダーを務める。19巻でエイトらデルタ3との共同ミッションに参加。車内で緊張しているエイトに気さくな態度で話しかけたが人気の無い場所では態度を一変させ、全て「設定」であることを厳しく伝えた上でそれを厳守するよう強要した。しかし、冷たい態度にショックを受けたエイトを見て空気を悪くした事を素直に謝罪した。諜報員候補生の中でも抜きん出た戦闘力を誇り、オキタが部屋中に張り巡らせた糸状のナノゼイロンにいち早く気付く程の高い観察力も併せ持つ。実は警察官だった旧人類の父と初期型ドグラ・セラフィムの間に生まれたハーフ。幼い頃に母が父を殺害する場面を目撃した事でドグラを｢根絶すべき悪｣と位置付けており、旧人類に扮したドグラが放つ微かな違和感も決して見逃さない。また、ドグラと相対した際にはまるで別人のような狂気じみた闘争心を剥き出す。
七々扇 櫂（ななおうぎ かい）
中野高校の1年生。｢破壊｣が得意技で、曰く｢物の攻めどころが一目で分かる｣。
アユーシ・アイアー
中野高校の1年生。「崇高な目的」のためなら、障害になる者は仲間さえも排除する。

#### パイ2
船津 太郎（ふなつ たろう）
中野高校の1年生。
一葉 あい（ひとつば あい）
中野高校の1年生。
羽角 次郎（はすみ じろう）
中野高校の1年生。

#### シグマ1
花々前 美姫（はながさき みき）
中野高校の1年生。ゴージャスで高飛車な雰囲気だが実際はチームメイトの洋子のことも守るべき対象としてフォローしている心優しい美少女。タイブレードは薔薇の花の装飾が鍔にあしらわれた蔦状のナックルガードがついているレイピアに形状を変えている。スーツも肩部に羽のような飾りがついている。
松葉 伊織（まつば いおり）
中野高校の1年生。射撃が得意。美しいものが好きで醜いものは消えればいいと主張する美男子だが、実際は生きとし生けるものその全てが美しいという博愛主義者。チームメイトのことも大切に思っており手を出した敵対人物にはいずれも容赦しない姿勢を見せている。
山田 洋子（やまだ ようこ）
中野高校の1年生。平凡な容姿でまさに凡人を絵に描いたような少女。インターネットのサイトに表示されたテストを姉弟達とクイズ感覚で解いていたら中野高校の入学試験でハンドラーが来てそのまま中野に入学してしまったという経緯を持つ。大声を出したり、水の中で息を止めるのは得意。他にはあやとりやゴム飛び、マイムマイムに盆踊りが特技。美姫や伊織によれば機転も利き、頑張り屋さんでもあるとのこと。タイブレードはハート型の装飾があしらわれた鍔で両刃のサーベル状になっており、デルタ３との共同任務の際に僅かながらに刀気を纏わせている。エイトに対して自分の目標として強い憧れを抱いており、懐かしいものを感じているので惹かれている。またエイト同様日記をつけているという。

#### イプシロン1
聖 伊三（ひじり いぞう）
中野高校の1年生。剣術に優れており、一刀流の使い手である。睡眠薬入りの食事を食べて眠らされて無人島に生徒達が流れ着いた際に、無人島に皆が集められた理由は学校側が生徒同士でバトルロイヤルをさせるためだと勝手に判断し、（刀をしまうように諫めた）エイトに斬りかかろうとしたところを、あやめの剣術の前に敗れ気絶してしまう。その後無事に中野に戻ってきたが無人島での経緯からエイトを敵視している（名乗らんからは逆恨みだと指摘されている）
真宮 紅緋（まみや べにひ）
中野高校の1年生。くノ一。あやめがレディ先生の授業中に使用するチークを忘れてしまった際に自分のチークを貸したりと親切な一面もあるが、敵対すれば容赦はしない一面を持つ。定期考査の夜にデルタ３に襲撃をかけたことから見張っていたあやめと直接対決しているが決着がつかず逆に追い詰められ撤退した。
花田 真一（はなだ しんいち）
中野高校の1年生。

#### ミュー1
早乙女 桜子（さおとめ さくらこ）
中野高校の1年生。
白崎 美月（しろざき みづき）
中野高校の1年生。
東雲 紬（しののめ つむぎ）
中野高校の1年生。

### 教師
004（マルマルヨン）号/アイスマン
中野高校の教師。デルタ3チーム（エイト・あやめ・野原）の担任である。コードネームはアイスマンで、かつて訓練中に自分の生徒を殺したことがある。冷徹な言動が多く、エイトに対してはエージェントに向いていないと直接言い放ち、エイトが「辞めさせて下さい」と懇願する日までしごき続けると断言した。一方で実践投入された際にドグラ・マグラのシックボーイとの交戦の最中に機転の利いた行動を取ったり、名乗らん相手に名前を知りたい目的でタイブレードの訓練で意識を失うまで執拗に勝負を挑み続けたエイトを称賛している部分もあり決して冷徹にしごき続けているだけではないことがうかがえる。自分の留守中に中野高校がドグラ・マグラの襲撃を受け、内通者だったアスヤにエイトとあやめが負傷させられた際には帰還後すぐにデルタ３の元に駆け付け叱責しながらも無事を確認したり、生徒たちを過酷な任務に投じ続ける校長へ拳を向けてまで抗議するなど根は生徒思いの一面も見せるようになってきた。かつては現在のように教え子を達に厳しくしつつも生徒思いな一面を隠さなかったが、三人の教え子の内、二人が任務中に命を落とし、それが原因で残りの一人が心を病みドグラ・マグラに毒された結果、多くのエージェントを殺害し、やむを得ず自らの手で教え子を殺めたというのが真相である。これらの過去の経験から生徒達に対しては表立って冷徹な態度を取りつつも、内心では生徒達を危険に曝したくない気持ちを強く持ち、校長がエイト救出の為にあやめと野原の二人に危険な任務を就かせた際には普段から想像も出来ない激情を露わにした。
ウサギ
中野高校の教師で、担当は「兵器学科・日常兵器学Ⅰ」。ラムダ3チームの担任である。体は人間と同じだが、顔から上はウサギの着ぐるみである。地獄耳であり、語尾や会話の中に「〜ウサ」と付けることがある。授業中に野原が投げたダーツが顔に刺さった時には、穏やかだった表情が豹変し気性が荒くなっていたが、野原達のチームが授業で最高点を叩き出すと元に戻った。基本的には（授業などに）遊びを入れるのが大好きな人物だが、エイトに対して「君達がこれから学ぶ技術には暴力と呼べるものが多くあるが、我らエージェントはそれを仲間と正義のため以外には決して使わない。これは戦う者として最低限のマナーさ」と諭すなど紳士的な一面もある。
レディ
中野高校の教師で、担当は「社会学科・人心掌握学Ⅰ（女子）」。その美貌とスタイルの良さから男子生徒から絶大な人気を誇り、その色香に誘惑された男性を手も触れずに倒すことができる。その一方で、25口径の銃やワイヤー兵器も使いこなせる。色香を利用することが下手なあやめに無茶な課題をさせていた時にエイトがあやめのことを「十分魅力的」とフォローした際にはエイトのことをいい子だと評している。マザー先生に対して同じ女性の諜報員として敬意を抱いている。自分の任務にデルタ３を同行させた際にあやめがエイトへ想いを寄せていることを指摘している。エイトに対してはあやめの孤独を終わらせられる存在として目をかけており、エージェントとして実力をつけ強くなるように激励している。
マザー
中野高校の教師で、担当は「社会学科・人心掌握学Ⅰ（男子）」。小柄で高齢な女性で、｢おばあちゃん｣な風貌をしているが生存率の低いエージェントの世界で高齢になるまで現役であり続ける実力者であり、これまで愛した7人の男性のうち5人を自らの手で殺めた過去を持つ。
サマエル
中野高校の教師で、担当は「暗殺」と「重車両学（仮）」（本来の専門分野は「謀略」と「暗殺」だが、人員が足りないため専門外の重車両学も担当になっている）。ハットを被ったロン毛の男性教師で独特の怖いオーラを放っており、「名乗らん・上月・ひまり」の担任となる。
オキタ
中野高校の教師で、担当は「基礎学科・実戦科学Ⅰ」。エージェントではなく分析官（インテリジェンス）の立場上、最新の科学に精通しているため教鞭を執っている。背が低く色白で長髪のため女性の様な風貌だが、男性である。授業の前に食堂で出会ったエイトと野原からは生徒と間違われてしまい、野原からは上から目線で話をされたうえに頭をペチペチと叩かれてしまった。和服の上に白衣を着て、マフラーを首に巻いているが、そのマフラーを一瞬で糸状のワイヤーのような武器にして敵を始末してしまうことも可能である。エイトの父・閑真の後輩であり、オキタというコードネームは彼が組織に採用された当日にたまたま風邪をひいて咳をしていたら、何となくのイメージで閑真から付けられたものである（新撰組の沖田総司が晩年に病にかかり、よく咳をしていたことに由来している）。また、それ以外にも閑真がルールを破って書く羽目になった1700枚の始末書を書かされたり、二人で開発した新薬で全身を緑色にされるなど多くの酷い目に遭わされたが、組織で孤立しがちだった彼を常に気にかけたり、常に体当たりで相手をしてくれるなど閑真には心から感謝している。故にエイトが閑真の息子であるという素性を知り、彼が素地や実戦経験が無いながらもタイブレードの特訓を夜１人で行っている時に稽古相手を買って出ている等、気に掛けている。エイトのことは「勘が良い」と評している。
アララギ
中野高校の校長。エイトの受験校を全て不合格にするよう裏回しして、中野高校へ導いた張本人である。閑真とは元同僚であり、閑真には生前「私が死んだら息子をよろしく頼む」と言付かっていた。次世代のエージェントを一人でも多く育成するため、中野高校の生徒達に厳しくも優しく接している。

### その他
怪人/ファントム
元・諜報員。肉体に直接ガジェットを埋め込まれた改造人間だが、精神が崩壊し引退。中野高校の地下牢に自ら引き篭もっている。エイトを気に入り、何かと仕掛けを駆使して自身の下へ呼んでいる。｢オレハヤッテネー｣が口癖。
嵐 駈（あらし かける）/スパロー
アイスマンのかつての弟子で、所属はオミクロン1。類希なる才能で、ディジェット(ひとけた)ナンバー候補とまで謳われたが、仲間の死により信念を失ってしまい、ドグラ・マグラに鞍替えしてしまう。アイスマンが殺害した生徒とは彼の事であり、二度と生徒の育成にミスは許されないと厳しさに拍車を掛けた。

### ドグラ・マグラ
世界的なテロ集団で、誘拐、殺人、密売といったあらゆる犯罪を糧としている。中野高校の宿敵で、エイトにとっては仇敵。使用している装備は中野高校を凌ぐ。

## 書誌情報
- 松江名俊『君は008』小学館〈少年サンデーコミックス〉、全33巻
  1. 2018年5月18日発売[5][6]、ISBN 978-4-09-128290-3
  2. 2018年8月17日発売[7]、ISBN 978-4-09-128387-0
  3. 2018年11月16日発売[8]、ISBN 978-4-09-128580-5
  4. 2019年2月18日発売[9]、ISBN 978-4-09-128789-2
  5. 2019年5月17日発売[10]、ISBN 978-4-09-129149-3
  6. 2019年8月16日発売[11]、ISBN 978-4-09-129316-9
  7. 2019年11月18日発売[12]、ISBN 978-4-09-129437-1
  8. 2020年2月18日発売[13]、ISBN 978-4-09-129551-4
  9. 2020年5月18日発売[14]、ISBN 978-4-09-850069-7
  10. 2020年8月18日発売[15]、ISBN 978-4-09-850170-0
  11. 2020年11月18日発売[16]、ISBN 978-4-09-850278-3
  12. 2021年2月18日発売[17]、ISBN 978-4-09-850390-2
  13. 2021年5月18日発売[18]、ISBN 978-4-09-850523-4
  14. 2021年6月17日発売[19]、ISBN 978-4-09-850607-1
  15. 2021年9月17日発売[20]、ISBN 978-4-09-850650-7
  16. 2021年10月18日発売[21]、ISBN 978-4-09-850736-8
  17. 2022年1月18日発売[22]、ISBN 978-4-09-850865-5
  18. 2022年2月18日発売[23]、ISBN 978-4-09-851040-5
  19. 2022年5月18日発売[24]、ISBN 978-4-09-851128-0
  20. 2022年6月17日発売[25]、ISBN 978-4-09-851145-7
  21. 2022年9月15日発売[26]、ISBN 978-4-09-851258-4
  22. 2022年10月18日発売[27]、ISBN 978-4-09-851386-4
  23. 2023年1月18日発売[28]、ISBN 978-4-09-851475-5
  24. 2023年2月16日発売[29]、ISBN 978-4-09-851606-3
  25. 2023年5月18日発売[30]、ISBN 978-4-09-852055-8
  26. 2023年6月16日発売[31]、ISBN 978-4-09-852121-0
  27. 2023年9月15日発売[32]、ISBN 978-4-09-852782-3
  28. 2023年10月18日発売[33]、ISBN 978-4-09-852852-3
  29. 2024年1月18日発売[34]、ISBN 978-4-09-853075-5
  30. 2024年3月18日発売[35]、ISBN 978-4-09-853175-2
  31. 2024年5月17日発売[36]、ISBN 978-4-09-853292-6
  32. 2024年6月18日発売[37]、ISBN 978-4-09-853375-6
  33. 2024年7月18日発売[38]、ISBN 978-4-09-853433-3